# Inessif
 (septembre 2023).
Si vous disposez d'ouvrages ou d'articles de référence ou si vous connaissez des sites web de qualité traitant du thème abordé ici, merci de compléter l'article en donnant les références utiles à sa vérifiabilité et en les liant à la section « Notes et références ».
En linguistique, l’inessif est un cas grammatical indiquant le lieu dans lequel se déroule le procès exprimé par le verbe. Il correspond à la préposition française dans. 

## Langues agglutinantes
Dans les langues agglutinantes, ce cas est souvent exprimé par un affixe, par exemple :
- suffixe -ssa en  finnois : talo « maison » → talossa « dans la maison »
- suffixe -s en estonien : maja « maison » → majas « dans la maison »
- suffixe -ban/-ben en hongrois : a ház « la maison » → a házban « dans la maison »
- suffixe -ni/-de en japonais : ie « maison » → iede/ieni « dans la maison » (selon le mot verbal de la proposition, on utilisera de ou ni.)
- suffixe -an (singulier) ou -etan (pluriel) en basque : etxe « maison » → etxean « dans la maison »

## Langues flexionnelles
Dans les langues flexionnelles il s'exprime généralement une préposition et, éventuellement, une flexion :
- préposition en en espagnol : la casa « la maison » → en la casa
- préposition in et flexion du datif en allemand : das Haus « la maison » → in dem Haus(e) ou im Haus(e)

Dans un certain nombre de langues indo-européennes, l'utilisation d'une flexion permet d'opposer l'inessif et l'illatif, qui utilisent souvent la même préposition :
- en latin
  - illatif : in cubiculum eo « je vais dans la chambre » (flexion : accusatif)
  - inessif : in cubiculo sum « je suis dans la chambre » (flexion : ablatif)
- en allemand
  - illatif : ich gehe in den Wagen « je vais dans la voiture » (flexion : accusatif)
  - inessif : ich bin in dem Wagen « je suis dans la voiture » (flexion : datif)

Dans d'autres langues de cette famille, dont le français, cette opposition est donnée uniquement par le contexte, par exemple par un verbe indiquant le déplacement (aller) ou l'immobilité (être).